# Phymatosmylus caprorum
Phymatosmylus caprorum is een insect uit de familie watergaasvliegen (Osmylidae), die tot de orde netvleugeligen (Neuroptera) behoort. 
Phymatosmylus caprorum is voor het eerst wetenschappelijk beschreven door Adams in 1969. De soort komt voor in Chili.